# Aelurosaurus

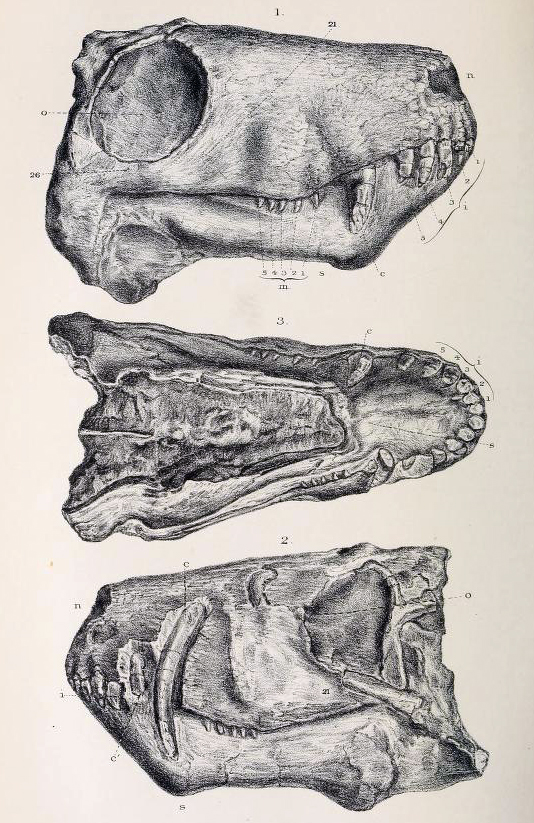
Cráneo holotipo de A. felinus

Aelurosaurus ("lagarto gato", a partir del griego antiguo αἴλουρος "gato" y σαῦρος "lagarto") es un género extinto de gorgonópsido, un terápsido que vivió durante el Pérmico Superior en lo que hoy es Sudáfrica. Fue el primero nombrado por Richard Owen en 1881, y comprende 4 especies, A. felinus, A. polyodon, A. whaitsi y A. wilmanae.
Tenía un tamaño muy pequeño, alcanzando sólo 70 cm de largo, con un cráneo de 13 cm.

## Enlaces
- paleodb.org

- Datos: Q1064130
- Multimedia: Aelurosaurus / Q1064130